# Pocrane
Pocrane é um município brasileiro no estado de Minas Gerais, Região Sudeste do país. Localiza-se no Vale do Rio Doce e ocupa uma área de 691,066 km², sendo que 2 km² estão em perímetro urbano. Sua população foi estimada em 8 468 habitantes em 2024.

## História
Após a volta da expedição de catequização e colonização do francês Guido Marlière, em 1824, o índio Pokrane resolveu se converter ao catolicismo. Aceitou ser batizado e passou a trabalhar na catequização de outros índios.
Quando o francês abandonou o trabalho de catequização, Pokrane passou a viver com a tribo dos coroados, tornando-se seu chefe. Em 1843, Manoel Antônio de Souza chegou a região e tomou posse das terras ali localizadas, atingindo os domínios de Pokrane.
Mesmo com a invasão de suas terras, Pokrane não hostilizou os brancos, passando a fornecer-lhes mantimentos e a prestar-lhes ajuda. Em 1879, a região foi elevada a freguesia paroquial pertencendo a Vermelho Novo, da paróquia de Ponte Nova.
Um ano depois, recebeu a categoria de distrito policial, com o nome de Nossa Senhora da Penha do Pokrane, passando a fazer parte de São Lourenço do Manhuaçu. Em 1887, o nome foi alterado para Pokrane e, em 1911, para Pocrane.
Em 1948, foi criado o município, desmembrado do município de Ipanema.

## Geografia
De acordo com a divisão regional vigente desde 2017, instituída pelo IBGE, o município pertence às Regiões Geográficas Intermediária de Juiz de Fora e Imediata de Manhuaçu. Até então, com a vigência das divisões em microrregiões e mesorregiões, fazia parte da microrregião de Aimorés, que por sua vez estava incluída na mesorregião do Vale do Rio Doce.
Pocrane integra a bacia do rio Doce e os principais mananciais do território municipal são o ribeirão Pocrane e o córrego da Figueira. O município é composto pelos distritos de Assaraí e Barra da Figueira, além da sede municipal.

### Clima
Segundo dados da Companhia de Pesquisa de Recursos Minerais (CPRM), coletados em uma estação pluviométrica localizada no distrito de Assaraí desde 1946, o maior acumulado de chuva registrado em 24 horas em Pocrane foi de 156,6 mm no dia 21 de dezembro de 2013. Outros grandes acumulados foram de 145 mm em 14 de janeiro de 2004, 139,4 mm em 28 de dezembro de 1984 e 139 mm em 29 de janeiro de 2013.

## Política
Lista de Prefeitos da emancipação até a atualidade:
- Leanir de Assis Magalhães – Lírio (1949/1952)
- Anacleto Dornellas Filho – Cretim (1953/1954)
- Leanir de Assis Magalhães – Lírio (1955/1958)
- Manuel José Pereira Bahia – Bahia (1959/1962)
- José Pinto de Almeida – Zé Fachada (1963/1966)
- Leanir de Assis Magalhães – Lírio (1967/1970)
- Manuel José Pereira Bahia – Bahia (1971/1972)
- Leanir de Assis Magalhães – Lírio (1973/1976)
- Waldemar de Oliveira Durço (1973/1974) (interino)
- Álvaro de Oliveira Pinto (1977/1982)
- Sebastião de Freitas Filho – Marambaia (1983/1988)
- Antônio Martins de Paiva – Titonho (1989/1992)
- Rui Magalhães – (1993/1996)
- Álvaro de Oliveira Pinto – (1997/2000)-(2001/2004)
- Eustáquio Dionis – (2005/2008)-(2009/2012)
- Delosmar Fernandes da Rocha – (2013/2016)
- Alvaro de Oliveira Pinto Junior – (2017/2018)
- Ernane José Macedo - (2018 interino -2020) (2021-2024)
- Ederson Domingos Dionis- Derson (2025-2028)

## Economia
Suas atividades econômicas estão voltadas para a agricultura e a pecuária. Tendo destaque na produção de leite e colheita de café.

## Eventos
Pocrane realiza em julho a famosa festa do Virakopos, idealizada por um grupo de jovens com intuito de se encontrarem nas férias escolares, festa esta que já tornou tradição na região. No mês de maio é comemorada a festa do trabalhador, sua exposição agropecuária na primeira semana de setembro e com rodeios. No mês de Julho acontece, durante o período da Festa Virakopos, o torneio municipal de futsal que reúne vários times da região.  